# Iotape

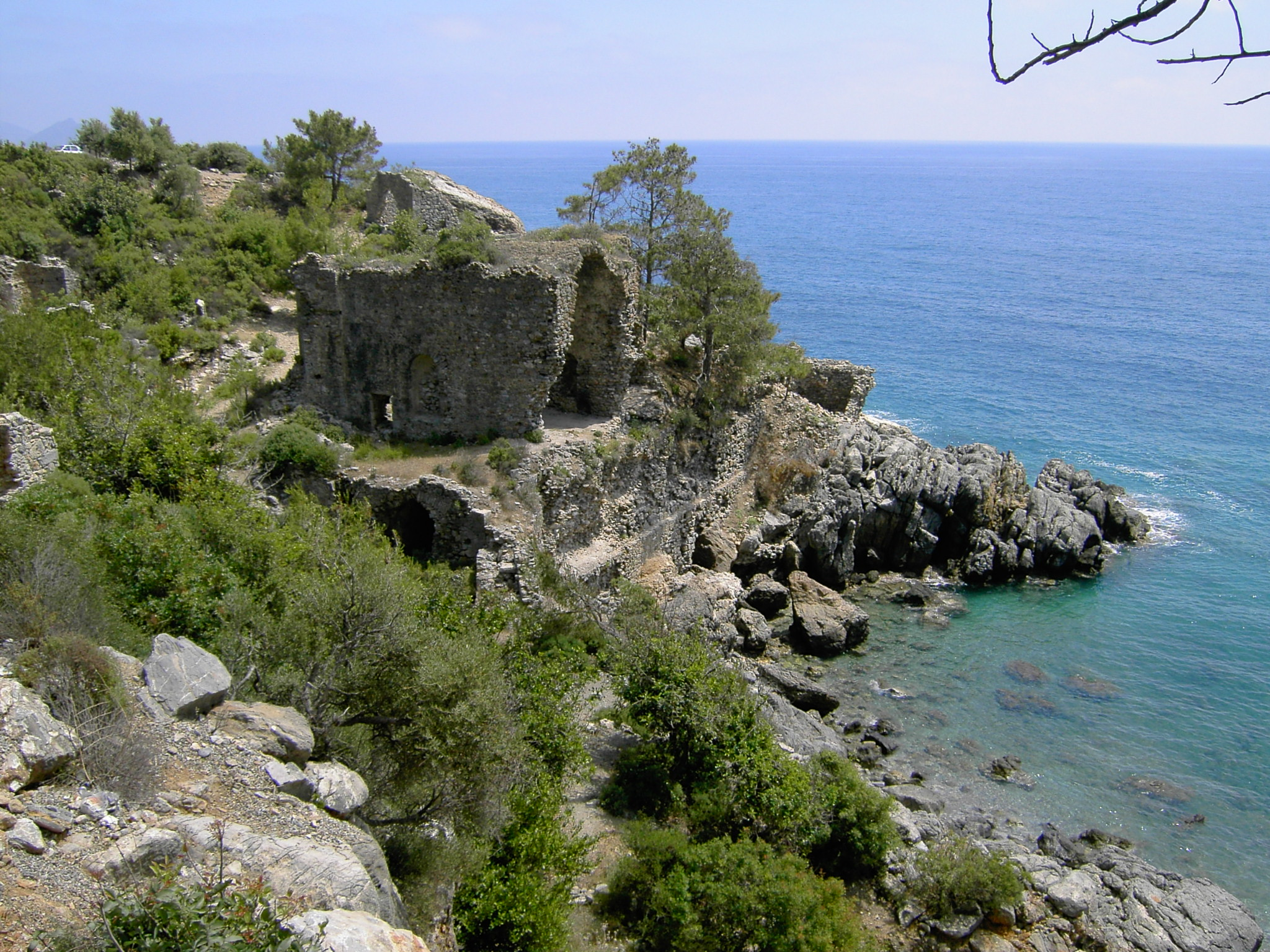
Ruinen in Iotape

Iotape (griechisch: Ἰοτάπη, heute Aydap İskelesi) war eine antike Stadt im Rauen Kilikien (Kilikia Tracheia) an der Südküste Kleinasiens, 35 km östlich von Alanya, 9 km westlich von Selinus, dem heutigen Gazipaşa in der Türkei.
Gegründet wurde sie, ebenso wie das in der Nähe liegende Antiochia am Kragos, von Antiochos IV. von Kommagene (38–72 n. Chr.) und nach seiner Tochter benannt, nachdem Claudius ihm 41 n. Chr. die Kontrolle über das Raue Kilikien anvertraut hatte. Einige Jahrzehnte später kam die Stadt gemeinsam mit Kommagene wieder unter die direkte Herrschaft des Römischen Reiches. Im 2. und 3. Jahrhundert besaß sie das Recht auf eine eigene Münzprägung.
Heute durchschneidet die Küstenstraße Alanya – Anamur die wenigen Überreste von Thermen, Kirchen, Speichern und der Nekropole.